# Rosário do Sul
Rosário do Sul är en kommun i Brasilien.   Den ligger i delstaten Rio Grande do Sul, i den södra delen av landet, 1 800 km söder om huvudstaden Brasília. Antalet invånare är 39 751.
Trakten runt Rosário do Sul består i huvudsak av gräsmarker. Runt Rosário do Sul är det ganska glesbefolkat, med 42 invånare per kvadratkilometer.